# 田三戒
田三戒（？—？），字子慎，號中泉，山東濟南府德州人，民籍，明朝政治人物。

## 生平
山東鄉試第五十六名舉人。嘉靖三十二年（1553年）中式癸丑科三甲第二百四十名進士。刑部观政，起复授户部主事，卒。

## 家族
曾祖田顯；祖父田畹；父田禹民，母焦氏。兄三畏、弟三省。